# Wahlen 2016
◄◄ | ◄ | 2012 | 2013 | 2014 | 2015 | Wahlen 2016 | 2017 | 2018 | 2019 | 2020 | ► | ►►

Weitere Ereignisse
Im Jahr 2016 fanden die unten aufgelisteten Wahlen statt, wobei die Liste keinen Anspruch auf Vollständigkeit hat. Ein Teil der aufgeführten Wahlen wurde nicht nach international anerkannten demokratischen Standards durchgeführt, da es zum Teil Scheinwahlen und Wahlbetrug gab. Oft hatten nicht alle konkurrierenden Kandidaten oder Parteien gleichrangigen Zugang zu den Massenmedien des Landes. Die Pressefreiheit ist in vielen Ländern der Erde eingeschränkt (siehe auch Rangliste der Pressefreiheit).

## Termine
| Land                         | Datum                 | Wahl 2016 | letzte Wahl                                 | Bemerkung |
| ---------------------------- | --------------------- | --- | ------------------------------------------- | --- |
| Japan                        | Jan. 2016 – Dez. 2016 | national: Teilwahlen (121 von 242) zum Senat Präfekturen: voraus. 6 Gouverneurswahlen Präfekturen: voraus. 1 Parlamentswahl Gemeinden: zahlreiche Bürgermeisterwahlen Gemeinden: zahlreiche Parlamentswahlen | 2010 2012 2012                              | turnusmäßig (±vorgezogene) in Kumamoto, Kagoshima, Niigata, Toyama, Okayama, Tochigi turnusmäßig in Okinawa turnusmäßig u. a. in den Präfekturhauptstädten Kyōto, Ōtsu, Maebashi und Utsunomiya |
| Taiwan                       | 16. Jan.              | Präsidentenwahl in der Republik China und Wahlen zum Legislativ-Yuan | 2012                                        | |
| Vanuatu                      | 22. Jan.              | Parlamentswahl in Vanuatu |                                             | [ 1 ] |
| Portugal                     | 24. Jan.              | Präsidentschaftswahl in Portugal | 2011                                        | [ 2 ] |
| Vereinigte Staaten           | 1. Feb. seit          | Vorwahlen der Präsidentschaftswahl in den Vereinigten Staaten |                                             | |
| Zentralafrikanische Republik | 14. Feb.              | Wiederholung des ersten Wahlgangs der Parlamentswahl in der Zentralafrikanischen Republik | 2011                                        | [ 3 ] [ 4 ] |
| Zentralafrikanische Republik | 14. Feb.              | Stichwahl der Präsidentschaftswahl in der Zentralafrikanischen Republik | 2011                                        | [ 5 ] [ 4 ] |
| Uganda                       | 18. Feb.              | Präsidentschaftswahl in Uganda |                                             | [ 6 ] [ 7 ] [ 8 ] [ 9 ] |
| Bolivien                     | 21. Feb.              | Verfassungsreferendum in Bolivien |                                             | [ 10 ] [ 11 ] [ 12 ] [ 13 ] |
| Komoren                      | 21. Feb.              | 1. Wahlgang der Präsidentschaftswahl auf den Komoren |                                             | [ 14 ] |
| Iran                         | 26. Feb.              | Parlamentswahl im Iran | 2012                                        | [ 15 ] [ 16 ] [ 17 ] [ 18 ] [ 19 ] [ 20 ] [ 21 ] [ 22 ] |
| Irland                       | 26. Feb.              | Unterhauswahlen in Irland | 2011                                        | [ 23 ] [ 24 ] |
| Jamaika                      | 26. Feb.              | Parlamentswahl in Jamaika |                                             | [ 25 ] [ 26 ] [ 27 ] |
| Schweiz                      | 26. Feb.              | Präsidentschaftswahl der FIFA |                                             | 26. Februar außerordentlicher FIFA Verbandskongress in Zürich |
| Österreich                   | 28. Feb.              | Gemeinderats- und Bürgermeisterwahlen in Tirol | 2010                                        | [ 28 ] |
| Schweiz                      | 28. Feb.              | Volksabstimmungen in der Schweiz | Liste der eidgenössischen Volksabstimmungen | [ 31 ] [ 32 ] |
| Vereinigte Staaten           | 1. März               | Super Tuesday In 12 Staaten Vorwahlen der Präsidentschaftswahl in den Vereinigten Staaten |                                             | |
| Samoa                        | 4. März               | Parlamentswahl in Samoa |                                             | [ 33 ] |
| Neuseeland                   | 3.–24. März           | Flaggen-Referendum in Neuseeland 2015/2016 |                                             | [ 34 ] [ 35 ] [ 36 ] |
| Slowakei                     | 5. März               | Parlamentswahl in der Slowakei | 2012                                        | |
| Vereinigte Staaten           | 5. März               | In 5 Staaten Vorwahlen der Präsidentschaftswahl in den Vereinigten Staaten |                                             | |
| Benin                        | 6. März               | 1. Wahlgang der Präsidentschaftswahl in Benin |                                             | [ 37 ] |
| Deutschland                  | 6. März               | Kommunalwahlen in Hessen | 2011                                        | [ 38 ] [ 39 ] |
| Vereinigte Staaten           | 8. März               | In 5 Staaten Vorwahlen der Präsidentschaftswahl in den Vereinigten Staaten |                                             | |
| Kiribati                     | 9. März               | Präsidentschaftswahl in Kiribati | 2012                                        | |
| Deutschland                  | 13. März              | Landtagswahl in Baden-Württemberg | 2011                                        | [ 40 ] |
| Deutschland                  | 13. März              | Landtagswahl in Rheinland-Pfalz | 2011                                        | |
| Deutschland                  | 13. März              | Landtagswahl in Sachsen-Anhalt | 2011                                        | |
| Vereinigte Staaten           | 15. März              | In 6 Staaten Vorwahlen der Präsidentschaftswahl in den Vereinigten Staaten |                                             | |
| Benin                        | 20. März              | Stichwahl der Präsidentschaftswahl in Benin |                                             | [ 41 ] |
| Kap Verde                    | 20. März              | Parlamentswahl in Kap Verde |                                             | |
| Kasachstan                   | 20. März              | Parlamentswahl in Kasachstan |                                             | [ 42 ] |
| Republik Kongo               | 20. März              | Präsidentschaftswahl in Kongo |                                             | |
| Zentralafrikanische Republik | 31. März              | zweiter Wahlgangs der Parlamentswahl in der Zentralafrikanischen Republik | 2011                                        | [ 43 ] |
| Niederlande                  | 6. April              | Referendum über das Assoziierungsabkommen zwischen der Europäischen Union und der Ukraine |                                             | [ 44 ] |
| Deutschland                  | 10. April             | Brandenburg: diverse Bürgermeisterwahlen sowie Landratswahl im Havelland |                                             | [ 45 ] [ 46 ] [ 47 ] [ 48 ] [ 49 ] |
| Komoren                      | 10. April             | 2. Wahlgang der Präsidentschaftswahl auf den Komoren |                                             | [ 50 ] |
| Peru                         | 10. April             | Präsidentschafts- und Parlamentswahl in Peru |                                             | [ 51 ] [ 52 ] [ 53 ] [ 54 ] [ 55 ] |
| Schweiz                      | 10. April             | Kanton Thurgau Parlamentswahl, sowie diverse Gemeinderatswahlen |                                             | [ 56 ] [ 57 ] [ 58 ] [ 59 ] [ 60 ] [ 61 ] [ 62 ] [ 63 ] [ 64 ] |
| Südkorea                     | 13. April             | Parlamentswahl in Südkorea | 2012                                        | [ 65 ] [ 66 ] [ 67 ] [ 68 ] |
| Syrien                       | 13. April             | Parlamentswahl in Syrien | 2012                                        | [ 69 ] |
| Italien                      | 17. April             | Referendum gegen küstennahe Ölförderung | Volksabstimmung (Italien)                   | [ 70 ] [ 71 ] [ 72 ] [ 73 ] [ 74 ] |
| Österreich                   | 17. April             | Gemeinderatswahl in St. Pölten | 2011                                        | |
| Österreich                   | 24. April             | Bundespräsidentenwahl in Österreich | 2010                                        | Stichwahl am 22. Mai |
| Serbien                      | 24. April             | Parlamentswahl in Serbien | Wahlen in Serbien                           | [ 76 ] [ 77 ] [ 78 ] |
| Vereinigte Staaten           | 26. April             | In 5 Staaten Vorwahlen der Präsidentschaftswahl in den Vereinigten Staaten |                                             | |
| Iran                         | 29. April             | Stichwahl der Parlamentswahl im Iran | 2012                                        | [ 79 ] [ 80 ] [ 81 ] [ 82 ] [ 83 ] [ 84 ] [ 85 ] [ 86 ] [ 87 ] |
| Vereinigtes Königreich       | 5. Mai                | Kommunalwahlen in England, Oberbürgermeisterwahl in London | 2012                                        | [ 88 ] [ 89 ] [ 90 ] [ 91 ] [ 92 ] [ 93 ] |
| Vereinigtes Königreich       | 5. Mai                | Wahl zur Nordirland-Versammlung | 2011                                        | [ 94 ] |
| Vereinigtes Königreich       | 5. Mai                | Wahl zur walisischen Nationalversammlung | 2011                                        | [ 95 ] |
| Vereinigtes Königreich       | 5. Mai                | Parlamentswahl in Schottland | 2011                                        | [ 96 ] |
| Italien                      | 8. Mai                | Kommunalwahlen in Trentino-Südtirol |                                             | [ 97 ] |
| Libanon                      | 8. Mai–Ende Mai       | Kommunalwahlen in Libanon |                                             | [ 98 ] [ 99 ] [ 100 ] [ 101 ] |
| Philippinen                  | 9. Mai                | Präsidentschaftswahl und Parlamentswahl auf den Philippinen | 2010 (Präs.), 2013 (Parl.)                  | Allgemeine Wahlen auf allen politischen Ebenen |
| Komoren                      | 11. Mai               | Wiederholung des 2. Wahlgang der Präsidentschaftswahl auf den Komoren in 13 Wahllokalen |                                             | [ 107 ] [ 108 ] [ 109 ] |
| Dominikanische Republik      | 15. Mai               | Präsidentschafts- und Parlamentswahl in der Dominikanischen Republik | 2012 (Präs.) 2010 (Parl.)                   | [ 110 ] [ 111 ] [ 112 ] [ 113 ] [ 114 ] [ 115 ] |
| Österreich                   | 22. Mai               | Stichwahl der Bundespräsidentenwahl in Österreich | 2010                                        | Ergebnis wurde von der FPÖ angefochten und muss aufgrund des Verfassungsgerichtshof-Urteils wiederholt werden                                                                                   |
| Tadschikistan                | 22. Mai               | Referendum in Tadschikistan |                                             | [ 117 ] |
| Vietnam                      | 22. Mai               | Parlamentswahl in Vietnam |                                             | |
| Zypern                       | 22. Mai               | Parlamentswahl in der Republik Zypern | 2011                                        | [ 118 ] [ 119 ] |
| Libanon                      | 29. Mai               | 4. Wahlgang der Kommunalwahlen in Libanon |                                             | [ 120 ] [ 121 ] [ 122 ] [ 99 ] [ 101 ] |
| Kambodscha                   | 4. Juni               | Kommunalwahlen in Kambodscha |                                             | [ 123 ] |
| Italien                      | 5. Juni               | Kommunalwahlen in Italien |                                             | [ 124 ] |
| Peru                         | 5. Juni               | Stichwahl der Präsidentschaftswahl in Peru |                                             | [ 125 ] |
| Rumänien                     | 5. Juni               | Kommunalwahlen in Rumänien |                                             | [ 126 ] [ 127 ] [ 128 ] [ 129 ] |
| Schweiz                      | 5. Juni               | Volksabstimmungen in der Schweiz | Liste der eidgenössischen Volksabstimmungen | [ 131 ] [ 31 ] [ 132 ] |
| St. Lucia                    | 6. Juni               | Parlamentswahl auf St. Lucia |                                             | [ 133 ] [ 134 ] [ 135 ] |
| Vereinigte Staaten           | 7. Juni               | In 5 Staaten Vorwahlen der Präsidentschaftswahl in den Vereinigten Staaten |                                             | |
| Malaysia                     | 18. Juni              | Nachwahl in Malaysia |                                             | [ 136 ] |
| Vereinigtes Königreich       | 23. Juni              | Referendum über den Verbleib des Vereinigten Königreichs in der Europäischen Union | 1975                                        | detaillierte Wahlergebnisse |
| Island                       | 25. Juni              | Präsidentschaftswahl in Island | 2012                                        | |
| Spanien                      | 26. Juni              | Parlamentswahl in Spanien | 2015                                        | [ 137 ] |
| Mongolei                     | 29. Juni              | Parlamentswahl in der Mongolei |                                             | [ 138 ] |
| Sri Lanka                    | Juni 2016             | Kommunalwahlen in Sri Lanka |                                             | [ 139 ] [ 140 ] [ 141 ] [ 142 ] |
| Australien                   | 2. Juli               | Parlamentswahl in Australien (Repräsentantenhaus und Senat) | 2013                                        | [ 143 ] [ 144 ] [ 145 ] |
| Nauru                        | 9. Juli               | Parlamentswahl in Nauru | 2013                                        | [ 146 ] |
| Japan                        | 10. Juli              | Oberhauswahl in Japan | 2013                                        | [ 147 ] |
| São Tomé und Príncipe        | 17. Juli              | Präsidentschaftswahl in São Tomé und Príncipe |                                             | [ 148 ] [ 149 ] |
| Kanada                       | 30. Juli              | Kommunalwahlen in Saskatchewan |                                             | [ 150 ] |
| Südafrika                    | 3. Aug.               | Kommunalwahlen in Südafrika |                                             | [ 151 ] |
| Thailand                     | 7. Aug.               | Verfassungsreferendum in Thailand |                                             | [ 152 ] [ 153 ] [ 154 ] [ 155 ] [ 156 ] [ 157 ] [ 158 ] [ 159 ] [ 160 ] |
| Sambia                       | 11. Aug.              | Präsidentschaftswahl und Wahl zur Nationalversammlungswahl sowie Referendum |                                             | [ 161 ] [ 162 ] |
| Kap Verde                    | 21. Aug.              | Kommunalwahlen in Kap Verde |                                             | [ 163 ] |
| Gabun                        | 28. Aug.              | Präsidentschaftswahl in Gabun |                                             | |
| Estland                      | 29. Aug.              | Präsidentschaftswahl in Estland | 2011                                        | [ 164 ] [ 165 ] [ 166 ] [ 167 ] |
| Deutschland                  | 4. Sep.               | Landtagswahl in Mecklenburg-Vorpommern | 2011                                        | [ 168 ] |
| Hongkong                     | 9. April              | Wahl zum Hongkonger Legislativrat | 2012                                        | |
| Deutschland                  | 11. Sep.              | Kommunalwahlen in Niedersachsen | 2011                                        | [ 169 ] |
| Kap Verde                    | 11. Sep.              | Präsidentschaftswahl in Kap Verde |                                             | [ 170 ] |
| Kroatien                     | 11. Sep.              | Parlamentswahl in Kroatien | 2015                                        | [ 171 ] [ 172 ] [ 173 ] |
| Belarus                      | 11. Sep.              | Parlamentswahl in Weißrussland |                                             | |
| Deutschland                  | 18. Sep.              | Abgeordnetenhauswahl in Berlin | 2011                                        | |
| Russland                     | 18. Sep.              | Parlamentswahl in Russland | 2011                                        | |
| Russland                     | 18. Sep.              | Oberhauptswahl und Parlamentswahl in Tschetschenien |                                             | |
| Schweiz                      | 25. Sep.              | Volksabstimmungen in der Schweiz | Liste der eidgenössischen Volksabstimmungen | [ 31 ] [ 175 ] |
| Spanien                      | 25. Sep.              | Regionalwahlen in Galicien und im Baskenland |                                             | [ 176 ] [ 177 ] |
| Bosnien und Herzegowina      | 25. Sep.              | Referendum über den Nationalfeiertag in der Republika Srpska 2016 |                                             | |
| Sint Maarten                 | 26. Sep.              | Wahl der Staten van Sint Maarten |                                             | vorgezogene Wahl |
| Aserbaidschan                | 26. Sep.              | Verfassungsreferendum in Aserbaidschan |                                             | [ 179 ] [ 180 ] |
| Seychellen                   | Okt. 2016             | Parlamentswahl auf den Seychellen |                                             | |
| Brasilien                    | 2. Okt.               | Kommunalwahlen in Brasilien |                                             | [ 181 ] |
| Kolumbien                    | 2. Okt.               | Referendum über den Friedensvertrag in Kolumbien |                                             | [ 182 ] |
| Ungarn                       | 2. Okt.               | Referendum über die EU-Flüchtlingspolitik in Ungarn |                                             | [ 183 ] [ 184 ] [ 185 ] [ 186 ] [ 187 ] |
| Marokko                      | 7. Okt.               | Repräsentantenhauswahl in Marokko |                                             | [ 188 ] |
| Tschechien                   | 7.–8. Okt.            | 1. Runde der Senatswahl sowie Regionalwahlen in Tschechien |                                             | [ 189 ] [ 190 ] [ 191 ] [ 192 ] [ 193 ] |
| Georgien                     | 8. Okt.               | Parlamentswahl in Georgien | 2012                                        | [ 194 ] |
| Litauen                      | 9. Okt.               | Erster Durchgang der Parlamentswahl in Litauen | 2012                                        | |
| Tschechien                   | 14.–15. Okt.          | 2. Runde der Senatswahl in Tschechien |                                             | |
| Afghanistan                  | 15. Okt.              | Parlamentswahl in Afghanistan |                                             | [ 195 ] [ 196 ] [ 197 ] [ 198 ] [ 199 ] |
| Montenegro                   | 16. Okt.              | Parlamentswahl in Montenegro |                                             | |
| Litauen                      | 23. Okt.              | Zweiter Durchgang der Parlamentswahl in Litauen | 2012                                        | |
| Island                       | 29. Okt.              | Parlamentswahl in Island | 2013                                        | [ 200 ] [ 201 ] |
| Moldau                       | 30. Okt.              | 1. Wahlgang der Präsidentschaftswahl in der Republik Moldau |                                             | [ 202 ] [ 203 ] |
| Tunesien                     | 30. Okt.              | Kommunalwahlen in Tunesien |                                             | [ 204 ] |
| Bulgarien                    | 6. Nov.               | Präsidentschaftswahl in Bulgarien | 2011                                        | [ 205 ] [ 206 ] [ 207 ] [ 208 ] |
| Vereinigte Staaten           | 8. Nov.               | Präsidentschaftswahl in den Vereinigten Staaten | 2012                                        | |
| Vereinigte Staaten           | 8. Nov.               | Wahl zum US-Repräsentantenhaus | 2014                                        | |
| Vereinigte Staaten           | 8. Nov.               | Senatswahl in den Vereinigten Staaten | [ 209 ]                                     | |
| Puerto Rico                  | 8. Nov.               | Wahl zum Repräsentantenhaus Puerto Ricos |                                             | [ 210 ] |
| Puerto Rico                  | 8. Nov.               | Senatswahl in Puerto Rico | [ 211 ]                                     | |
| Nicaragua                    | 11. Nov.              | Präsidentschaftswahl und Parlamentswahl in Nicaragua |                                             | [ 212 ] [ 213 ] |
| Moldau                       | 13. Nov.              | 2. Wahlgang der Präsidentschaftswahl in der Republik Moldau |                                             | [ 214 ] |
| Frankreich                   | 20. Nov.              | Urwahl der Les Républicains in Frankreich |                                             | [ 215 ] [ 216 ] [ 217 ] [ 218 ] [ 219 ] |
| Haiti                        | 20. Nov.              | Präsidentschaftswahl in Haiti | 2011                                        | [ 220 ] |
| San Marino                   | 20. Nov.              | Parlamentswahl in San Marino | 2012                                        | [ 221 ] |
| Grenada                      | 24. Nov.              | Verfassungsreferendum in Grenada |                                             | [ 222 ] |
| Kuwait                       | 26. Nov.              | Parlamentswahl in Kuwait |                                             | [ 223 ] [ 224 ] [ 225 ] [ 226 ] [ 227 ] [ 228 ] [ 229 ] |
| Frankreich                   | 27. Nov.              | Stichwahl der Urwahl der Les Républicains in Frankreich |                                             | [ 230 ] [ 231 ] [ 232 ] [ 218 ] [ 219 ] |
| Schweiz                      | 27. Nov.              | Volksabstimmungen in der Schweiz: Atomausstiegsinitiative | Liste der eidgenössischen Volksabstimmungen | [ 31 ] [ 233 ] |
| Gambia                       | 1. Dez.               | Präsidentschaftswahl in Gambia |                                             | |
| Italien                      | 4. Dez.               | Verfassungsreferendum in Italien |                                             | [ 234 ] |
| Österreich                   | 4. Dez.               | Wiederholung der Stichwahl der Bundespräsidentenwahl in Österreich | 22. Mai 2016                                | [ 235 ] [ 236 ] [ 237 ] |
| Usbekistan                   | 4. Dez.               | Präsidentschaftswahl in Usbekistan |                                             | [ 238 ] [ 239 ] [ 240 ] |
| Kirgisistan                  | 11. Dez.              | Verfassungsreferendum in Kirgisistan |                                             | [ 241 ] |
| Mazedonien                   | 11. Dez.              | Parlamentswahl in Mazedonien | 2014                                        | [ 243 ] [ 244 ] [ 245 ] [ 246 ] [ 247 ] [ 248 ] [ 249 ] [ 250 ] [ 251 ] [ 252 ] |
| Rumänien                     | 11. Dez.              | Parlamentswahl in Rumänien | 2012                                        | [ 253 ] |
| Elfenbeinküste               | 18. Dez.              | Parlamentswahl in der Elfenbeinküste | 2011                                        | [ 254 ] |
| Somalia                      | 28. Dez.              | Parlamentswahl und Präsidentschaftswahl in Somalia |                                             | [ 255 ] [ 256 ] |
| Haiti                        | 2016                  | Kommunalwahlen in Haiti | 2011                                        | [ 257 ] |

### Wahlen zu mehreren Terminen
| Staat       | Staat   | Wahl/Abstimmung                     | Kategorie                    |
| ----------- | ------- | ----------------------------------- | ---------------------------- |
| Deutschland | Sachsen | Bürgermeisterwahlen in Sachsen 2016 | Bürgermeisterwahl in Sachsen |